# 亀泉集証
亀泉 集証（きせん しゅうしょう、応永31年（1424年）－明応2年9月27日（1493年11月6日））は、室町時代後期の臨済宗一山派の僧。別号・松泉。相国寺塔頭鹿苑院内の蔭涼軒主（蔭涼職）。美作国の出身。

## 経歴
赤松氏の家臣・後藤氏の出身。季瓊真蘂の弟子となってその法統を継ぐ。また、瑞渓周鳳からも学んだ。応仁の乱とその前後の政争で季瓊真蘂が近江国に追われると、益之宗箴と共にこれに従った。その後、一旦は美作に帰国するも、文明13年（1481年）頃に帰京して季瓊真蘂に代わって蔭涼軒を継いだ益之宗箴を補佐、文明16年（1484年）にその後任となった。
足利義政の信任が厚く、山城国西禅寺や筑前国聖福寺の坐公文（居住義務を免ぜられた住持）に任ぜられ、『蔭涼軒日録』の現存部分の大部分は亀泉集証の手による（益之宗箴の代筆を務めた時期から退任後に重態になるまで）。
文明18年（1486年）頃から蔭涼軒主の辞表を出していたが、伊勢貞宗らの反対で受理されなかったと伝えれている。
明応2年（1493年）閏4月になって病により蔭涼軒主の退任を認められるが、6月には天龍寺の坐公文に任ぜられる。それから間もない9月に70歳で没した。

## 日本初の「ラーメン」
『蔭涼軒日録』によれば、亀泉集証は文明17年5月17日（1485年6月29日）に中国の『居家必要事類』という書物で「水滑麺、索麺、経帯麺、托掌麺、紅絲麺、翠縷麺」等の麺料理の調理法を調べた。また、長享2年（1488年）2月1日（3月14日）と5月16日（6月25日）には『居家必要事類』で調べた「経帯麺」という麺料理を調理し、蔭涼軒への来客の高僧らに振舞い、自らもこれを食した。この「経帯麺」は材料として小麦粉とかん水を使うことも書かれており、日本初のラーメンである可能性が示されている。これらの事実は民間人の研究によって2017年（平成29年）に判明した。